# برایش بمیرم (ترانه سم اسمیت)
«برایش بمیرم» (به انگلیسی: "To Die For") ترانه‌ای از خواننده بریتانیایی سم اسمیت است که در ۱۴ فوریه ۲۰۲۰ از طریق کپیتال رکوردز منتشر شد. اسمیت این ترانه را در کنار جیمی نیپس و استارگیت نوشت.